# Carlia schmeltzii
Espèce
Synonymes
- Heteropus schmeltzii Peters, 1867
- Carlia prava Covacevich & Ingram, 1975

Carlia schmeltzii est une espèce de sauriens de la famille des Scincidae.

## Répartition
Cette espèce est endémique d'Australie. Elle se rencontre au Queensland et en Nouvelle-Galles du Sud.

## Étymologie
Cette espèce est nommée en l'honneur de Johannes Dietrich Eduard Schmeltz.

## Publication originale
- Peters, 1867 : Herpetologische Notizen. Monatsberichte der Königlich Preussischen Akademie der Wissenschaften zu Berlin, vol. 1867, p. 13-37 (texte intégral).